# Emilie Boer
Emilie Boer (* 23. September 1894 in Bochum; † 5. April 1980 in Berlin) war eine deutsche Altphilologin und Astronomie-Historikerin.

## Leben
Emilie Boer studierte an der Ruprecht-Karls-Universität Heidelberg bei Franz Boll und Fritz Schöll. Die Promotion erfolgte 1921, anschließend war sie bis 1954 im Bibliotheksdienst und als Privatgelehrte tätig. In der DDR war Boer Mitarbeiterin der Deutschen Akademie der Wissenschaften in Berlin. Sie beschäftigte sich dort mit der altgriechischen Literatur und der Philosophie. Sie übersetzte Epikurs Brief an Pythokles und gab Schriften von Heliodor, Paulus Alexandrinus und Claudius Ptolemäus heraus. Schon 1940 vollendete sie Franz Bolls Ausgabe der Apotelesmatika des Claudius Ptolemäus. Boer verfasste auch Artikel für den Kleinen Pauly und das Lexikon der Antike. Daneben beschäftigte sie sich mit der Geschichte der Astronomie und Astrologie des Altertums. Gegen Ende ihres Lebens teilte sie sich eine Wohnung mit Helmut Boese, den sie ob ihres chaotischen Lebensstils manchmal fast zur Verzweiflung brachte. Ihr Nachlass wird im Hauptstaatsarchiv Sachsen verwahrt.
Ihre Schwester war die Dresdner Stadtarchivarin Elisabeth Boer (1896–1991).

## Schriften
- Epikur: Brief an Pythokles. Akademie, Berlin 1954 (Veröffentlichung des Instituts für hellenistisch-römische Philosophie, Nr. 3).
- mit Franz Boll: Claudii Ptolemaei Opera quae exstant omnia. Vol. 3, 1. Apoteleomatika. Teubner, Stuttgart/Leipzig 1954.
- Paulus Alexandrinus: Elementa apotelesmatica – Eisagogika. Teubner, Leipzig 1958 (Bibliotheca scriptorum Graecorum et Romanorum Teubneriana).
- mit Otto Neugebauer: Heliodori, ut dicitur, in Paulum Alexandrinum commentarium. Eis ton Paulon (Hēliodōru). Teubner, Leipzig 1962 (Bibliotheca scriptorum Graecorum et Romanorum Teubneriana).